# Heatseeker (jeu vidéo)
Pour l'album d'AC/DC, voir Heatseeker.
Heatseeker est un jeu vidéo de simulation de vol de combat développé par IR Gurus et édité par Codemasters, sorti en 2007 sur Wii, PlayStation 2 et PlayStation Portable.

## Accueil
- Jeuxvideo.com : 13/20 (PS2, Wii)[1] - 11/20 (PSP)[2]